# Qualificazioni alla Srpska liga 1946
Questa voce raccoglie un approfondimento sulle gare dei turni eliminatori della Srpska liga 1946, torneo che qualificava tre squadre alla Prva Liga 1946-1947, la prima edizione del campionato jugoslavo di calcio dopo la seconda guerra mondiale.

## Gruppo Belgrado
```
   Squadra                         G   V   N   P   GF  GS  Q.Reti  Pti
1  
Metalac Belgrado
                5   4   1   0   19  2   9,500   9      ammesso alla 
Srpska liga 1946

2  
Stella Rossa
                    5   4   1   0   15  3   5,000   9      ammesso alla 
Srpska liga 1946

3  
FK Belgrado
                     5   2   1   2   6   10  0,600   5
4  
Borac Belgrado
                  5   2   1   2   6   12  0,500   5
5  
Radnički Belgrado
               5   1   0   4   4   16  0,250   2
6  Sremac Zemun                    5   0   0   5   4   11  0,364   0
```

## I Zona
```
Distretti di 
Šabac
, 
Valjevo
 e 
Požarevac
```

### Eliminatorie
```
Šabac

Radnički Šabac - Spartak Šabac                        7-1															

Belgrado provincia

Železničar Smederevo
 - 
Jasenica Smederevska Palanka
   6-0	4-0														

Valjevo

Budućnost Valjevo
 - Napred Valjevo                    3-2 (le due squadre si fondono)																

Požarevac

   Squadra                         G   V   N   P   GF  GS  Q.Reti  Pti										
1  
Rudar Kostolac
                  5   4   1   0   16  1   16,000  9 
2  
Sloga Petrovac
                  5   4   1   0                   9 
3  
Mladi Radnik
                    5
4  Mladi borac Veliko Gradište     5
5  Jedinstvo Požarevac             5
6  Crvena pobeda Stari Kostolac    5
```

### Finali I Zona
```
Semifinali

Radnički Šabac - 
Budućnost Valjevo
                    2-0, 3-2 (Radnički Šabac e Udarnik Šabac si fondono a formare il 
Podrinje Šabac
)

Rudar Kostolac
 - 
Železničar Smederevo
                 0-2, 3-3

Finale
																		

Železničar Smederevo
 - 
Podrinje Šabac
                 1-1, 2-1 (
Železničar Smederevo
 e Metalac Smederevo si fondono a formare lo Jedinstvo Smeredevo)

Jedinstvo Smederevo
 ammesso alla 
Srpska liga 1946
```

## II Zona
```
Distretti di 
Kruševac
, 
Jagodina
, 
Čačak
 e 
Užice
```

### Eliminatorie
```
Kruševac

Miloje Zakić Kruševac - Borac Bivolje                 ritiro Borac

Jagodina

   Squadra                         G   V   N   P   GF  GS  Q.Reti  Pti
1  
Polet Jagodina
                  6   2   4   0   17  5   3,400   8
2  FD Paraćin                      6   2   4   0   11  7   1,571   8
3  
Radnički Svilajnac
              6   1   2   3   13  16  0,813   4
4  
Morava Ćuprija
                  6   1   2   3   9   22  0,409   4
   Rudar Senjski Rudnik            ritirato
   Napredak Despotovac             ritirato
   Levač Rekovac                   ritirato

Čačak

Città

   Squadra                         G   V   N   P   GF  GS  Q.Reti  Pti
1  
Borac Čačak
                     3   3   0   0   19  1   19,000  6										
2  Radnički Čačak                  3   2   0   1   9   5   1,800   4										
3  Mika Đokić Bresnica             3   1   0   2   8   9   0,889   2										
4  Ratko Mitrović Čačak            3   0   0   3   1   22  0,045   0										

Provincia

Sloboda Kraljevo
 - Predrag Vilimonović Raška          5-3, 4-3

Javor Ivanjica
 - Kapelan Guča                         7-1, 8-0

Girone finale

   Squadra                         G   V   N   P   GF  GS  Q.Reti  Pti
1  
Borac Čačak
                     6   5   0   1   19  6   3,167   10
2  
Javor Ivanjica
                  6   4   1   1   15  5   3,000   9
3  Radnički Čačak                  6   2   1   3   8   11  0,727   5
4  
Sloboda Kraljevo
                6   0   0   6   1   21  0,048   0

Finale

Javor Ivanjica
 - 
Borac Čačak
                          0-1, 1-2														

Užice

I gruppo
																		
1  
Sloboda Užice

2  Sloga Bajina Bašta
3  
Zlatiborac Čajetina

II gruppo

1  Napred Kosjerić
2  Čolović Arilje 
3  Farbin Požega

Finale

Sloboda Užice
 - Napred Kosjerić                       5-2
```

### Finali II Zona
```
Semifinali

Miloje Zakić Kruševac - 
Polet Jagodina
                2-2, 1-2 (Zakić Kruševac, Badža Kruševac e 14.Oktobar Kruševac si fondono a formare il 
Napredak Kruševac
)

Borac Čačak
 - 
Sloboda Užice
                           4-0, 1-1

Finale

Borac Čačak
 - 
Polet Jagodina
                          6-1, 2-3

Borac Čačak
 ammesso alla 
Srpska liga 1946
```

## III Zona
```
Distretti di 
Niš
, 
Prokuplje
, 
Zaječar
 e 
Pirot
```

### Eliminatorie
```
Niš

Niš città
 (ultima classifica disponibile)
   Squadra                         G   V   N   P   GF  GS  Q.Reti  Pti
1  "I armija" Niš (*)              6   6   0   0   42  3   14,000  12										
2  "Konjička brigada" Niš (*)      7   6   0   1   20  11  1,818   12										
3  
Radnički Niš
                    7   3   0   4   15  18  0,833   6										
4  "21.divizij" Niš (*)            6   2   1   3   17  17  1,000   5										
5  
Železničar Niš
                  5   2   1   2   8   10  0,800   5										
6  "Artiljerac" Niš (*)            4   1   1   2   10  11  0,909   3										
7  Jedinstvo Niš                   5   1   1   3   9   21  0,429   3										
8  Sloga Niš                       4   1   0   3   9   13  0,692   2										
9  "Aviatičar" Niš (*)             6   1   0   5   7   33  0,212   2																									

(*) : squadra militare, senza diritto di ammissione alle finali

classifica finale

1  I armija Niš                    16																	
2  Konjička brigada Niš            13																	
3  21.divizij Niš
4  
Železničar Niš
                  ammesso alle finali

Aleksinac-Sokobanja-Žitkovac

1  Napredak Aleksinac
   Ozren Sokobanja
   Morava Žitkovac																			

Finale gruppo Niš

Železničar Niš
 - Napredak Aleksinac                   1-0, 2-0

Zaječar

Semifinali

Bor
 - Metalac Knjaževac                               ritiro Metalac		
Crvena zvezda Negotin - Radnički Zaječar              ritiro Radnički

Finale

Bor
 - Crvena zvezda Negotin                           2-0															

Prokuplje

Finale

Kaćuša Kuršumlija - 
Topličanin Prokuplje
              2-2, 3-0
(il Kaćuša Kuršumlija cambia il nome in Kosanica Kuršumlija)

Pirot

Semifinali

Radnički Pirot
 - Asen Balkanski Dimitrovgrad          ritiro Asen Balkanski
Crvena zvezda Pirot - Jedinstvo Bela Palanka          ritiro Jedinstvo

Finale

Radnički Pirot
 - Crvena zvezda Pirot                  4-0, 1-1
```

### Finali III Zona
```
Semifinali

Železničar Niš
 - Kaćuša Kuršumlija                    3-1, 1-1														

Bor
 - 
Radnički Pirot
                                  3-2, 1-0														

Finale

Bor
 - 
Železničar Niš
                                  1-2, 1-0, 1-5

Železničar Niš
 ammesso alla 
Srpska liga 1946
```

## IV Zona
```
Distretti di 
Vranje
, 
Leskovac
, 
Kragujevac
, 
Sandžak
 e 
Kosmet
```

### Eliminatorie
```
Vranje

Finale

Simo Pogačarević Vranje - Jedinstvo Vranje            0-1, 2-0

Leskovac

   Squadra                         G   V   N   P   GF  GS  Q.Reti  Pti										
1  Kosta Stamenković Leskovac      4   3   0   1   10  5   2,000   6										
2  
Vlasina
 Vlasotince              4   1   1   2   7   9   0,778   3										
3  Omladinac Leskovac              4   1   1   2   6   9   0,667   3																									

Kragujevac

   Squadra                         G   V   N   P   GF  GS  Q.Reti  Pti									
1  
Radnički Kragujevac
             4   4   0   0   13  3   4,333   8										
2  21.oktobar Kragujevac           2   0   0   2   3   5   0,600   0										
3  
Čeda Plačević Aranđelovac
       2   0   0   2   0   8   0,000   0

Sandžak

Turno preliminare

Zlatar Nova Varoš - 
Jezdimir Sjenica
                  ritiro Zlatar

Lim Priboj
 - 
Polimlje Prijepolje
                      ritiro Lim		

Semifinale
																		
Jedinstvo Novi Pazar - 
Jezdimir Sjenica
               ritiro Jezdimir

Polimlje Prijepolje
                                   esentato		

Finale

Jedinstvo Novi Pazar - 
Polimlje Prijepolje
            5-0 (lo Jedinstvo Novi Pazar cambia il nome in Sandžak Novi Pazar)						

Kosmet

Gruppo Kosovo
:

Semifinali

Trepča Kosovska Mitrovica
 - 
Jedinstvo Priština
        2-4, 0-7														

Crvena zvezda Gnjilane
                                esentata

Finale

Jedinstvo Priština
 - 
Crvena zvezda Gnjilane
           3-2, 3-1														

Gruppo Metochia
:

Semifinali

Metohija Prizren
 - 
Buducnost Peć
                      ritiro Buducnost

Crvena zvezda Đakovica
                                esentata

Finale

Crvena zvezda Đakovica
 - 
Metohija Prizren
             1-1, 2-1														

Finale Kosmet

Jedinstvo Priština
 - 
Crvena zvezda Đakovica
           2-0, 0-1 (lo Jedinstvo Priština cambia il nome in Kosmet Priština)
```

### Finali IV Zona
```
Turno preliminare

Kosmet Priština
 - Sandžak Novi Pazar                  2-1															

Semifinali

Kosta Stamenković Leskovac - Simo Pogačarević Vranje  ritiro Simo Pogačarević

Radnički Kragujevac
 - 
Kosmet Priština
                 3-3, 3-0														

Finale

Radnički Kragujevac
 - Kosta Stamenković Leskovac      2-1, 2-1

Radnički Kragujevac
 ammesso alla 
Srpska liga 1946
```